# Nikolaj Jadrintsev

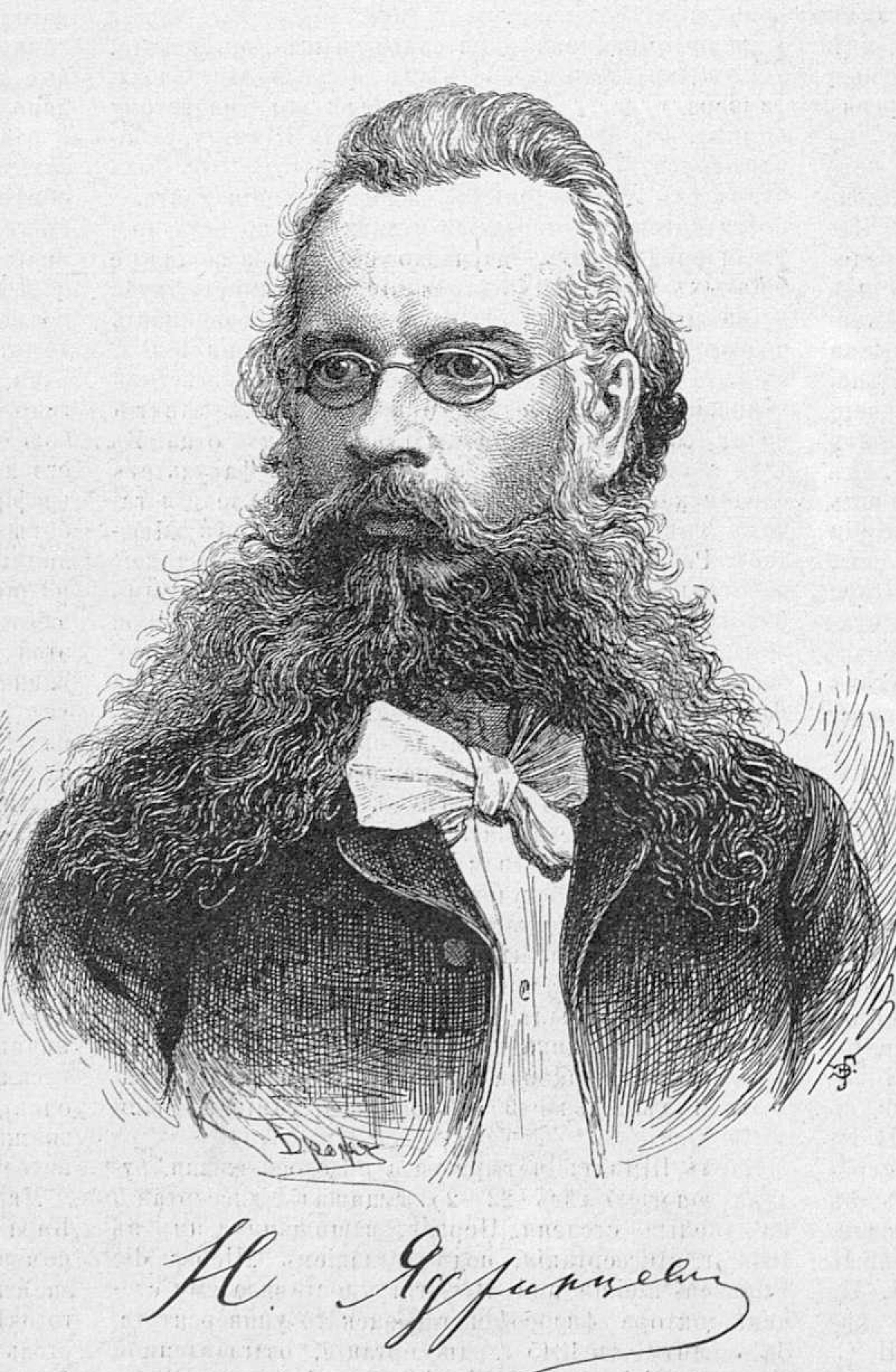
Nikolai Yadrintsev

Nikolaj Michajlovitj Jadrintsev (ryska: Николай Михайлович Ядринцев), född 30 oktober (gamla stilen 18 oktober) 1842 i Omsk, död 19 juni (gamla stilen 7 juni) 1894 i Barnaul, var en rysk etnograf, arkeolog och upptäcktsresande.
Jadrintsev häktades 1865 för "sibirisk separatism" och satt fängslad i tre år. Hans erfarenheter och intryck av den ryska fångvården nedlades i Russkaja obsjtjina v tiurmě i sylkě (Det ryska bysamhället i fängelse och förvisning, 1872). Efter att ha frigivits 1873 inträdde han i tjänst hos den västsibiriske generalguvernören Nikolaj Kaznakov. 
År 1876 företog Jadrintsev en expedition till Altaj och utgav 1882 Sibir' kak kolonija, en historisk, social och ekonomisk beskrivning av Sibirien, åtföljd av Sibirskie inorodtsy, ich byt i sovremennoe polozjenie (Sibiriska infödingarna, deras levnadssätt och nuvarande ställning, 1891). År 1882 uppsatte han den värdefulla sibiriska tidningen "Vostotjnoe obozrjenie". År 1889 kunde han slutgiltigt fastställa var Karakorum, huvudstaden i det forna Mongolväldet, varit belägen, något som tidigare varit omtvistat. Under samma expedition upptäckte han även orchonskriften.